# Залесцы (Шумская городская община)
Залесцы (укр. Залісці) — село в Шумской городской общине Кременецкого района Тернопольской области Украины.
До 2020 года входило в Шумский район.
Население по переписи 2001 года составляло 819 человек. Почтовый индекс — 47122. Телефонный код — 3558.